# 22 يونيو
- السبت
- الأحد
- الاثنين
- الثلاثاء
- الأربعاء
- الخميس
- الجمعة

- 314 ذو الحجة 1446  هـ
- 15 ذو الحجة 1446  هـ
- 26 ذو الحجة 1446  هـ
- 37 ذو الحجة 1446  هـ
- 48 ذو الحجة 1446  هـ
- 59 ذو الحجة 1446  هـ
- 610 ذو الحجة 1446  هـ
- 711 ذو الحجة 1446  هـ
- 812 ذو الحجة 1446  هـ
- 913 ذو الحجة 1446  هـ
- 1014 ذو الحجة 1446  هـ
- 1115 ذو الحجة 1446  هـ
- 1216 ذو الحجة 1446  هـ
- 1317 ذو الحجة 1446  هـ
- 1418 ذو الحجة 1446  هـ
- 1519 ذو الحجة 1446  هـ
- 1620 ذو الحجة 1446  هـ
- 1721 ذو الحجة 1446  هـ
- 1822 ذو الحجة 1446  هـ
- 1923 ذو الحجة 1446  هـ
- 2024 ذو الحجة 1446  هـ
- 2125 ذو الحجة 1446  هـ
- 2226 ذو الحجة 1446  هـ
- 2327 ذو الحجة 1446  هـ
- 2428 ذو الحجة 1446  هـ
- 2529 ذو الحجة 1446  هـ
- 261 محرم 1447  هـ
- 272 محرم 1447  هـ
- 283 محرم 1447  هـ
- 294 محرم 1447  هـ
- 305 محرم 1447  هـ
- 16 محرم 1447  هـ
- 27 محرم 1447  هـ
- 38 محرم 1447  هـ
- 49 محرم 1447  هـ

22 يونيو أو 22 حُزيران أو 22 يونيه أو يوم 22 \ 6 (اليوم الثاني والعشرون من الشهر السادس) هو اليوم الثالث والسبعون بعد المئة (173) من السنوات البسيطة، أو اليوم الرابع والسبعون بعد المئة (174) من السنوات الكبيسة وفقًا للتقويم الميلادي الغربي (الغريغوري). يبقى بعده 192 يوما لانتهاء السنة.

## أحداث
- 971 - افتتاح الجامع الأزهر للصلاة، وهو الجامع الذي بدأ جوهر الصقلي بنائه في 4 أبريل 970.
- 1120 - معركة كتندة، بين قوات ألفونسو الأول ملك أراغون والجيش المرابطي تحت قيادة إبراهيم بن يوسف بن تاشفين
- 1527 - فتح الله طرد البرتغاليين من ميناء سوندا كيلابا (جاكرتا الآن)، الذي يحتفل به الآن كذكرى إنشاء المدينة.
- 1941 - بدء الهجوم الألماني على موسكو بمشاركة 4.5 مليون جندي من قوات المحور.
- 1973 - كندا تلغي عقوبة الإعدام.
- 1986 - لاعب كرة القدم الأرجنتيني دييغو مارادونا يحرز هدف باليد في مرمى إنجلترا أثناء المباراة الربع النهائية من كأس العالم في المكسيك.
- 2002 - زلزال يضرب غرب إيران ويودي بحياة 261 شخص.
- 2004 -
  - البحرين توقف ستة أشخاص لمنعهم من القيام بأعمال تمس الأرواح والممتلكات ولاشتباه صلتهم بتنظيم القاعدة.
  - مقتل المختطف الكوري الجنوبي في العراق بعد انتهاء المدة المقترحة من خاطفيه لانسحاب القوات الكورية من العراق.
- 2009 - نجاة رئيس جمهورية إنغوشيتيا المتمتعة بالحكم الذاتي ضمن روسيا الاتحادية يونس بك يفكيروف من محاولة اغتيال إثر انفجار سيارة ملغومة في موكبه.
- 2018 - افتتاح الدورة الثامنة عشر من ألعاب البحر الأبيض المتوسط، والتي استضافتها مدينة طراغونة الإسبانية.
- 2019 - محاولة انقلاب فاشلة في إثيوبيا وقعت في ولاية أمهرة بشمال البلاد، أسفرت عن مقتل رئيس الأركان الإثيوبي، والحكومة تستعيد السيطرة على الأوضاع.
- 2020 - عدد الإصابات المؤكدة بجائحة كورونا يتخطّى حاجز التسعة ملايين شخص حول العالم، من بينهم أكثر من 469 ألف حالة وفاة وحوالي أربعة ملايين و466 ألف حالة تماثلت للشفاء.
- 2022 - مصرع أكثر من 1500 وإصابة أكثر من 2000 جراء زلزال ضرب أفغانستان وباكستان بلغت شدته 6 بمقياس ريختر.
- 2025 -
  - الرئيس الأمريكي دونالد ترمب يعلن قصف ثلاث منشآت نووية إيرانية في فردو وأصفهان ونطنز باستعمال قنابل من طراز جي بي يو 57 وصواريخ توماهوك.
  - تفجير انتحاري يستهدف كنيسة مار إلياس في حي الدويلعة بدمشق موقعًا 22 قتيلًا وعشرات المصابين.

## مواليد
- 916 - سيف الدولة الحمداني، أبرز أمراء الدولة الحمدانية.
- 1179 - ابن باطيش، عالم مسلم وفقيه وكاتب ومدرس عراقي.
- 1757 - جورج فانكوفر، مستكشف إنجليزي.
- 1767 - فيلهلم فون همبولت، فيلسوف وسياسي ألماني.
- 1802 – ميرزا كاظم بك، مستشرق ومؤرخ إيراني-روسي أذربيجاني الأصل.
- 1805 - جوزيبي مازيني، سياسي إيطالي.
- 1856 - هنري رايدر هاجرد، كاتب إنجليزي.
- 1864 - هيرمان مينكوفسكي، عالم رياضيات ألماني.
- 1897 - نوربير إلياس، عالم ألماني في علم الاجتماع.
- 1908 - مجد الدين النجفي الإصفهاني، عالم مسلم ومدرس ديني وشاعر إيراني.
- 1919 - راقية إبراهيم، ممثلة من يهود مصر.
- 1932 - أمريش بوري، ممثل هندي.
- 1940 - عباس كيارستمي، مخرج سينمائي إيراني.
- 1942 - أشرف عبد الغفور، ممثل مصري.
- 1946 - فيحان العربيد، ممثل كويتي.
- 1949 -
  - ميريل ستريب، ممثلة أمريكية.
  - محسن صالح، لاعب ومدرب كرة قدم مصري.
- 1952 - غراهام غرين، ممثل كندي.
- 1953 - سيندي لوبر، مغنية الأمريكية.
- 1954 - نبيلة كرم، ممثلة لبنانية.
- 1960 - سميرة صدقي، ممثلة مصرية.
- 1964 - دان براون، كاتب الأمريكي.
- 1970 - ميشال ألفتريادس، موسيقي وسياسي لبناني.
- 1971 -
  - خداداد عزيزي، لاعب كرة قدم إيراني.
  - ماري لين راجسكوب، ممثلة أمريكية.
- 1974 -
  - دونالد فيزن، ممثل أمريكي.
  - إيمان القصيبي، ممثلة سعودية.
- 1978 - إيشة فارلير، ممثلة تركية.
- 1980 - كارلوس دياز، لاعب كرة قدم برازيلي.
- 1981 - أحمد فلوكس، ممثل مصري.
- 1982 -
  - حمد المنتشري، لاعب كرة قدم سعودي.
  - أندوني إيراولا، لاعب كرة قدم إسباني.
  - سورايا شافيز، ممثلة وعارضة أزياء برتغالية.
- 1983 - عيسى المحياني، لاعب كرة قدم سعودي.
- 1984 - جانكو تيبساريفيك، لاعب كرة مضرب صربي.
- 1987 - لي مين هو، ممثل ومغني كوري.
- 1988 - كيران لي، لاعب كرة قدم إنجليزي.
- 1990 - سيباستيان يونغ، لاعب كرة قدم ألماني.
- 1992 - غزلان، ممثلة كويتية.

## وفيات
- 1429 - غياث الدين الكاشي، عالم فارسي في علم الفلك والرياضيات.
- 1691 - سليمان الثاني، سلطان عثماني.
- 1969 - جودي غارلند، ممثلة أمريكية.
- 1976 - صالح جودت، شاعر مصري.
- 1987 -
  - تقي الدين الهلالي، عالم دين مغربي.
  - فريد أستير، ممثل أمريكي.
- 1990 - إليا فرانك، عالم فيزياء روسي حاصل على جائزة نوبل في الفيزياء عام 1958.
- 1992 - قسطنطين فيرجيل جورجيو، كاتب روائي من رومانيا.
- 1993 - المختار بن حامدُنْ، مؤرخ وشاعر موريتاني.
- 1996 - صلاح أبو سيف، مخرج سينمائي مصري.
- 2000 - رشدي المهدي، ممثل مصري.
- 2008 -
  - ألبير قصيري، كاتب مصري يكتب بالفرنسية.
  - عبد الرحمن الملق، شاعر سعودي.
- 2012 - عثمان الشمايلة، ممثل أردني.
- 2015 - جيمس هورنر ملحن أمريكي متخصص في موسيقى الأفلام.
- 2016 - أمجد صبري مغني ومنشد صوفي باكستاني.
- 2020 - جويل شوماخر، مخرج أفلام أمريكي.

## أعياد ومناسبات
- يوم المعلم في السلفادور.

## وصلات خارجية
- وكالة الأنباء القطريَّة: حدث في مثل هذا اليوم.
- النيويورك تايمز: حدث في مثل هذا اليوم.
- BBC: حدث في مثل هذا اليوم.